# Sankt Olofs kyrka, Kalmar län
Sankt Olofs kyrka är en kyrkobyggnad i Trekanten i Kalmar kommun. Den är församlingskyrka i Ljungby församling i Växjö stift.

## Kyrkobyggnaden
Sankt Olofs kyrka invigdes 1925 och kallades då kapell. Den ritades av J Fred Olson. Det hade länge funnits en önskan om ett sådant, och betydande insamlingar av ortsbefolkningen hade skett för att förverkliga bygget. Kapellet fick namn efter helgonkungen Sankt Olof. Det består av ett långhus med kor i norr och huvudingång i söder. Istället för torn är kapellet försett med en takryttare krönt av en spira med ett kors. År 1962 skedde en omfattande renovering då läktare byggdes, bänkinredningen renoverades och nytt altare och ny predikstol tillkom. Det var efter denna renovering som beteckningen kapell ändrades till kyrka. År 1983 gjordes en tillbyggnad som fick namnet Sankt Olofsgården.

## Inventarier
- Dopfunten är tillverkad av trä med dopskål av tenn 1951.
- Altarskåp är utfört av konstnären Sven-Bertil Svensson från Mörbylånga.
- Predikstolen tillkom vid restaureringen 1962.
- Triumfkrucifix i korbågen.
- Bildvävnad utförd av Hans Krondahl.
- Fristående altare och ny altarring tillkom 1962.

## Orgel
- 1957 byggde Hammarbergs Orgelbyggeri AB en orgel som 1985 renoverades av J. Künkels Orgelverkstad.

| Manual I          | Manual II    | Pedal      | Koppel |
| Gedakt 4’ B/D     | Trägedakt 8’ | Sordun 16’ | II/P   |
| Spetsflöjt 2’ B/D | Principal 4’ |            | I/II   |
| Scharf 2 ch B/D   | Principal 4’ |            |        |
| Regal 8' B/D      |              |            |        |

- Den nuvarande orgeln är byggd av Sune Fondell och anskaffades 1992.